# Franciska

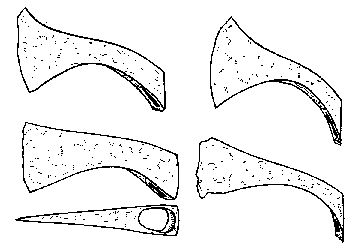
Żeleźce franciski

Franciska (fr. Francisque) – używana od IV do VIII w. n.e. narodowa broń Franków, obok włóczni angon.
Była to masywna siekierka (toporek) przeznaczona do walki wręcz, ale przede wszystkim do miotania. Charakteryzowała się krótkim (ok. 60 cm) drewnianym, wygiętym łukowato w stronę miotającego, trzonkiem, który wzmocniony był grzbietowym przedłużeniem tulejki i tworzył z żeleźcem kąt rozwarty ok. 115°. Żeleźce względnie lekkie (300–900 g) posiadało jedno ostrze mało wystające, ale zakrzywione ku górze, tam gdzie znajdował się punkt uderzenia. Jego siła przebicia zależała od asymetrii, rozwarcia kąta pomiędzy trzonkiem a żeleźcem co wzmacniało wirowy ruch wykonywany na początku i wreszcie od doskonałości materiału (mocnego, a zarazem giętkiego).
Były różne odmiany tej broni; jedne siekiery miały żeleźce węższe, o ostrzu prostym lub lekko wygiętym ku dołowi, a inne masywne żeleźce wygięte w półksiężyc, jednakowo w górę i dół. Prawdopodobnie temu ostatniemu typowi należy przyznać nazwę „obosiecznego”, gdyż nie znaleziono żadnych egzemplarzy tej broni o dwóch ostrzach.
Rzut franciską nie był łatwy i wymagał długotrwałych ćwiczeń. Broń obracała się w powietrzu, a ostrze trafiało do celu w odległości dokładnie określonej przy każdym rzucie. By skutecznie trafić przeciwnika podczas walki, wojownik musiał umieć ocenić tę odległość bardzo precyzyjnie.
Kronikarze z czasów Merowingów używali pojęcia „franciska” bez różnicy dla wszelkich rodzajów toporów.
Od VIII w. n.e. broń ta wyszła z użycia i pełniła odtąd rolę narzędzia rolniczego.